# Veremiivka, Semenivka
Veremiivka (în ucraineană Вереміївка) este localitatea de reședință a comunei Veremiivka din raionul Semenivka, regiunea Poltava, Ucraina.

## Demografie
Componența lingvistică a localității Veremiivka
     Ucraineană (96,77%)
     Rusă (3,13%)
     Alte limbi (0,1%)
Conform recensământului din 2001, majoritatea populației localității Veremiivka era vorbitoare de ucraineană (96,77%), existând în minoritate și vorbitori de rusă (3,13%).